# Tomasz Łubieński (literat)

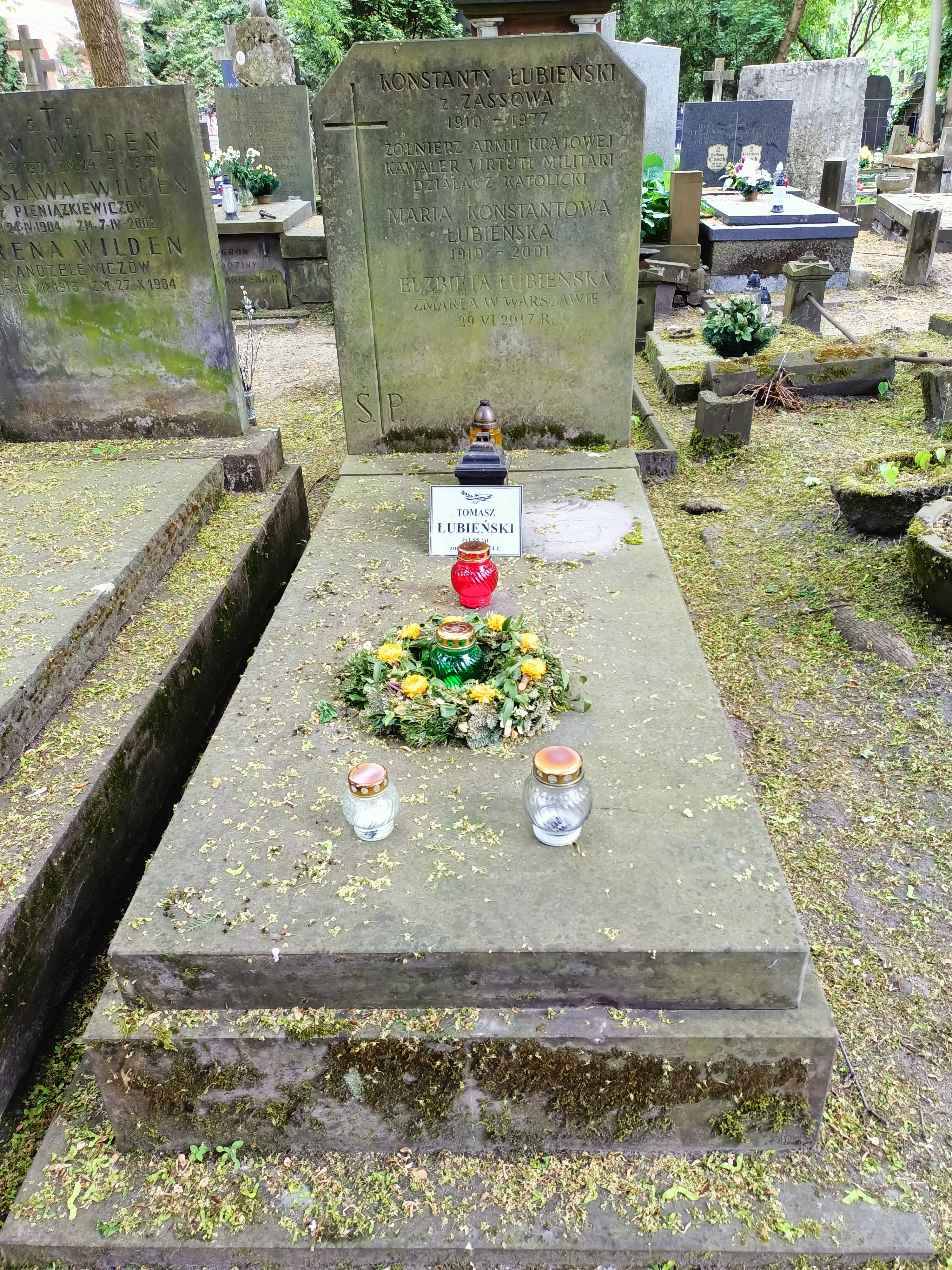
Grób Tomasza Łubieńskiego na cmentarzu Powązkowskim

Tomasz Konstanty Łubieński, ps. Borygo Jańczak, KT, Stanisław Jańczak, T.F., TK (ur. 18 kwietnia 1938 w Warszawie, zm. 15 marca 2024) – polski prozaik, dramaturg, eseista i tłumacz literatury pięknej, redaktor naczelny miesięcznika „Nowe Książki”, taternik i alpinista.

## Życiorys
Był synem Konstantego Łubieńskiego (1910–1977) i Marii z domu Bogatyńskiej (1910–2001). Podczas okupacji niemieckiej przebywał wraz z rodziną pod Dębicą. Ukończył Liceum Ogólnokształcące Towarzystwa Przyjaciół Dzieci nr 1 im. Bolesława Limanowskiego w Warszawie.
Debiutował w 1955 poezją w „Dziś i Jutro”. Studiował następnie historię i filologię polską (dyplom w 1960) na Uniwersytecie Warszawskim. W czasie studiów publikował w „Twórczości” (1958–1961) i „Współczesności” (1959 i w latach 1962–1965). W 1961 mieszkał przez rok we Francji. Po powrocie do Polski publikował na łamach miesięcznika „Polska” (do 1971). Od 1971 do 1981 pracował w tygodniku „Kultura”. Od 1979 publikował w czasopiśmie „Res Publica” (którego był współzałożycielem), wychodzącym najpierw poza cenzurą w II obiegu wydawniczym (1979–1981), a po przerwie od 1987 oficjalnie. W latach 80. XX w. publikował także w czasopismach emigracyjnych „Aneks” i „Zeszyty Literackie”. 23 sierpnia 1980 roku dołączył do apelu 64 uczonych, pisarzy i publicystów do władz komunistycznych o podjęcie dialogu ze strajkującymi robotnikami. Od 1989 do 1992 był członkiem redakcji „Tygodnika Solidarność” oraz działaczem „Stowarzyszenia „Wspólnota Polska”. W sezonie 1995/1996 był konsultantem literackim warszawskiego „Teatru na Woli”. Od 1996 pracował w zespole redakcyjnym miesięcznika „Teatr”. W latach 1998–2019 był redaktorem naczelnym „Nowych Książek”.
Od 2001 wraz z Kazimierą Szczuką i Witoldem Beresiem, a następnie z Kingą Dunin i Pawłem Duninem-Wąsowiczem prowadził w Programie Pierwszym Telewizji Polskiej magazyn kulturalny „Dobre książki”.
Został członkiem jury Nagrody Historycznej im. Kazimierza Moczarskiego.
Członek Związku Literatów Polskich (1972–1983), Stowarzyszenia Pisarzy Polskich (od 1989, współzałożyciel Stowarzyszenia i Prezes Oddziału Warszawskiego w latach 1989–1996), Polskiego PEN Clubu (od 1979).
Miał dwóch synów: Macieja (dziennikarza) i Stanisława (publicystę).
Pochowany na cmentarzu Powązkowskim w Warszawie (kwatera 172-4-12).

## Taternictwo i alpinizm
Taternictwo uprawiał najbardziej aktywnie w latach 1955–1961, zarówno w lecie jak i w zimie, członkiem Klubu Wysokogórskiego został w 1957. W lecie 1958 wspinał się w Kaukazie, w 1961 w Alpach Delfinatu. Jego niektóre drobniejsze utwory nawiązują do taternictwa i wspinaczki (np. Ćwiczenia, 1962, zob. listę twórczości). Pisywał też recenzje i wspomnienia o taternikach, np. o zmarłym w 1962 r. Janie Długoszu.

## Twórczość
Proza, opowiadania, eseistyka, poezja
- Ćwiczenia (1962)
- Bić się czy nie bić? (1976, 1978, 1980, 1989, 1997)
- Pod skórą (1980)
- Czerwonobiały (o Ludwiku Mierosławskim; 1983)
- Pisane przedwczoraj (1983)
- Bohaterowie naszych czasów (1986)
- Norwid wraca do Paryża (1989, 1993)
- Porachunki sumienia (1994)
- Nieobecni mają rację (1996)
- M jak Mickiewicz (1999, 2003, 2005)
- Ani tryumf, ani zgon (2004, 2009)
- Wszystko w rodzinie (2004)
- 1939. Zaczęło się we wrześniu (2009)
- Turnus (2012)
- Molier nasz współczesny (2014)
- Osiemdziesiąt plus minus (2023)
- Ulica Mazowiecka (2024)[10]

Sztuki teatralne
- Gra (1959)
- Zegary (1968)
- Koczowisko (1974)
- Ćwiczenia z aniołem (1976)
- Przez śnieg? (1981)
- Śmierć Komandora (1983)
- Trzeci oddech (1991)
- Strefa nadgraniczna (1992)
- Śniadanie do łóżka (1994)
- Wzgórze (1996)

Inne
- Leningrad (przewodnik; wespół z Dolores Łubieńską; 1968)
- Skarbuś (słuchowisko teatralne; 1985)

## Ordery i odznaczenia
- Krzyż Komandorski Orderu Odrodzenia Polski (2006)[11]
- Odznaka „Zasłużony Działacz Kultury” (1997)[12]
- Odznaka honorowa ZAiKS-u (2008)[13]

W 2016 nie przyjął nadanego mu przez ministra Piotra Glińskiego Srebrnego Medalu „Zasłużony Kulturze Gloria Artis” (zob. Osoby, które odmówiły przyjęcia lub zwróciły ordery i odznaczenia w III Rzeczypospolitej.

## Nagrody
- Nagroda na XXI FPSW we Wrocławiu za dramat Koczowisko (1980)[12]
- Nagroda Literacka im. Władysława Reymonta za Wszystko w rodzinie (2005)[15]
- Wdecha - nagroda w kategorii Wydarzenie Roku za Pożar w Burdelu (2014)[12]
- Nagroda wrocławskiego miesięcznika „Odra” za rok 2019 (2020)[16]